# Autorité de la chose jugée
Ne doit pas être confondu avec Force de la chose jugée.

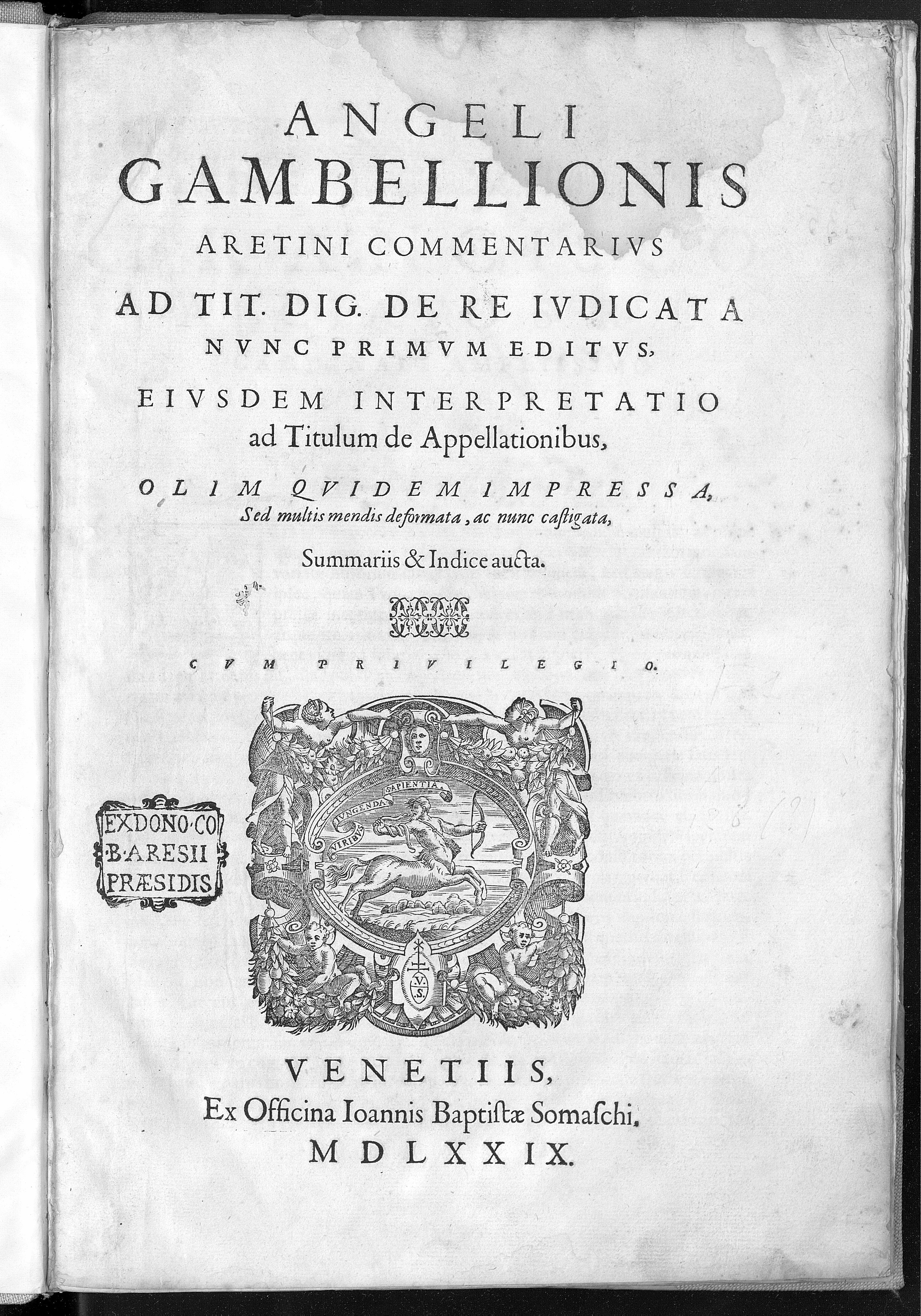
Angelo Gambiglioni, De re iudicata, 1579

L’autorité de la chose jugée (res iudicata) est la conséquence juridique d’un jugement entré en force de chose jugée, et qui n'est donc plus susceptible de voie de recours. Elle lie les parties et tous les tribunaux et les empêche de trancher à nouveau sur le même objet du litige.

## En droit français
L'autorité de la chose jugée a un double effet : un effet positif qui permet à celui dont le droit a été reconnu par un jugement de se prévaloir de l'autorité de la chose jugée de celui-ci (qui s'applique au jugement et aux effets qu'il produit) dans le cadre d'un autre litige. Et un effet négatif : empêcher les parties de recommencer un nouveau procès qui porterait sur un différend qui aurait été déjà jugé, sous la condition d'une triple identité (identité de parties, de chose demandée et de cause, et sous réserve de l'exercice d'une voie de recours).
Cette notion est la conséquence de la force de chose jugée. Les juristes distinguent entre l'autorité absolue de la chose jugée et l'autorité relative de la chose jugée. 

### Conditions de l’autorité de la chose jugée en droit français
En droit français et d’après le principe de l’article 1355 du Code civil, l’autorité de la chose jugée est rattachée à tout acte qui a déjà fait l’objet du jugement. Ainsi, elle doit se reposer sur des éléments de fait et de droit identique.  
Il infère de l'article 1355 que pour être opposée, l’autorité de la chose jugée suppose :
- une identité d’objet : elle ne concerne que ce qui a fait l’objet du jugement ;
- une identité de cause : la demande doit nécessairement concerner la même cause ;
- une identité des parties : la demande doit être formée par les mêmes parties ou contre les mêmes parties avec la même qualité.

## Droit canadien

### Droit pénal
En droit pénal canadien, l'autorité de la chose jugée peut être plaidée par la défense dans le but d'éviter les déclarations de culpabilité doubles ou multiples, d'après l'arrêt Kienapple c. R.

### Droit privé québécois
En droit québécois, l'autorité de la chose jugée est prévue à l'article 2848 du Code civil du Québec : 

« L’autorité de la chose jugée est une présomption absolue ; elle n’a lieu qu’à l’égard de ce qui a fait l’objet du jugement, lorsque la demande est fondée sur la même cause et mue entre les mêmes parties, agissant dans les mêmes qualités, et que la chose demandée est la même.
Cependant, le jugement qui dispose d’une action collective a l’autorité de la chose jugée à l’égard des parties et des membres du groupe qui ne s’en sont pas exclus. »

L'article 2633 C.c.Q. prévoit également que la transaction a autorité de la chose jugée entre les parties.

## En droit suisse
Les décisions finales au fond, rendues en procédure ordinaire ou procédure simplifiée ont en principe autorité de la chose jugée (formelles Rechtskraft). Elles ne sont donc plus susceptibles d’être reprises par une voie de recours (à part la procédure de révision, très rare).
L’autorité porte sur le dispositif du jugement, c’est-à-dire les conclusions des parties, et non sur la motivation juridique. Il est ainsi possible d’ouvrir un nouveau procès portant sur une motivation juridique différente : un acheteur qui aurait perdu un procès contre le vendeur car le contrat n’était pas valable, alors qu’il a payé le prix de vente, pourrait attaquer à nouveau le vendeur pour enrichissement illégitime. 
Les transactions, acquiescements ou désistements qui ont lieu pendant la procédure préalable de conciliation ou lors du procès acquièrent aussi autorité de la chose jugée.